# NGC 3251
NGC 3251 é uma galáxia espiral barrada (SBc) localizada na direcção da constelação de Leo. Possui uma declinação de +26° 05' 56" e uma ascensão recta de 10 horas, 29 minutos e 16,5 segundos.
A galáxia NGC 3251 foi descoberta em 19 de Fevereiro de 1862 por Heinrich Louis d'Arrest.